# مانابو اومزاوا
مانابو اومزاوا (انگلیسی: Manabu Umezawa؛ زادهٔ ۲۹ اوت ۱۹۷۲) بازیکن فوتبال اهل ژاپن است.